# Clavelina concrescens
Clavelina concrescens is een zakpijpensoort uit de familie van de Clavelinidae. De wetenschappelijke naam van de soort is voor het eerst geldig gepubliceerd in 1924 door Hartmeyer.